# Tropiometricola
Tropiometricola is een geslacht van weekdieren uit de klasse van de Gastropoda (slakken).

## Soort
- Tropiometricola sphaeroconcha (Habe, 1974)